# Eduard Herbst

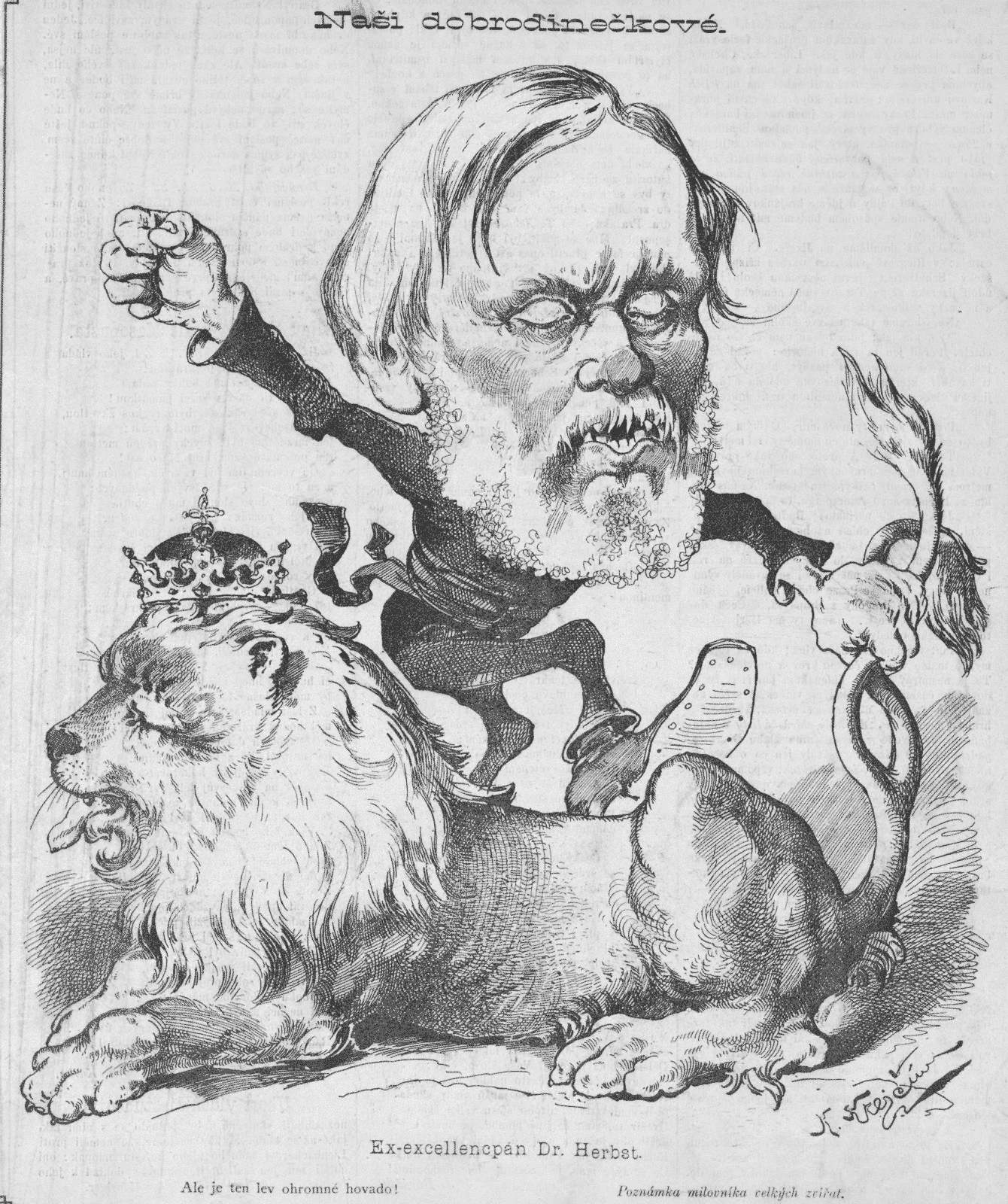
Karikatyr av Eduard Herbst 1881.

Eduard Herbst, född den 9 december 1820 i Wien, död där den 25 juli 1892, var en österrikisk jurist och statsman. 
Herbst blev professor i rättsfilosofi och straffrätt 1847 vid Lembergs universitet och 1858 i Prag, var 1861–85 på Böhmens lantdag och Österrikes riksråd ledare av tyska partiet och 1867–70 justitieminister.
Han genomdrev som sådan bland annat upphävande av häktning för gäld och införande av jury i tryckfrihetsmål. Hans främsta juridiska verk är Handbuch des allgemeinen österreichischen Strafrechts (2 band, 1855; 7:e upplagan 1882–84).